# 1259年
| 千纪： | 2千纪 |
| 世纪： | 12世纪 \| 13世纪 \| 14世纪                                                                                 |
| 年代： | 1220年代 \| 1230年代 \| 1240年代 \| 1250年代 \| 1260年代 \| 1270年代 \| 1280年代                           |
| 年份： | 1254年 \| 1255年 \| 1256年 \| 1257年 \| 1258年 \| 1259年 \| 1260年 \| 1261年 \| 1262年 \| 1263年 \| 1264年 |
| 纪年： | 己未年（羊年）；南宋开庆元年；蒙古宪宗九年；越南紹隆二年；日本正嘉三年，正元元年                           |

## 大事记
- 宋理宗改年號開慶。
- 宋理宗罷免丞相丁大全，從而使賈似道得以專權。
- 埃及馬木留克王朝第二任蘇丹曼蘇爾·阿里被手下忽禿思推翻。
- 3月21日——旭烈兀圍攻阿尤布王朝首都大馬士革。
- 4月6日——大馬士革向旭烈兀投降，阿尤布王朝至此名存實亡，僅統治著哈馬一隅。
- 8月11日——蒙古帝国大汗蒙哥於四川合州釣魚城之戰被城上火炮擊傷（另有染病、落水之說）。
- 9月3日——忽必烈統領中路軍渡過淮河，攻入南宋境內。
- 9月19日——在四川的忽必烈異母弟末哥派來的使者向忽必烈宣布蒙哥去世的消息，並請忽必烈北歸參與忽里勒台大會，以便爭取汗位繼承權，忽必烈為立戰功，還是率師渡江。
- 九月，忽必烈發動鄂州之戰。
- 11月17日——郝經向忽必烈上《班師議》，陳述必須立即退兵北返的理由。
- 12月17日——南宋宰相賈似道賈似道得知忽必烈會回師爭奪汗位，便看準機會私下派使者請和，約定割地求和，並且送歲幣，忽必烈於是在當日撤兵北返，但向朝廷報為「諸路大捷」。
- 拜占庭帝國皇帝米海爾八世在佩拉岡尼亞戰役決定性地擊敗伊庇魯斯專制國、西西里國王曼弗雷德和十字軍國家亞該亞侯國的聯軍。
- 在薩克森公國的大力支持下，呂貝克，漢堡，羅斯托克與維斯馬四市政府於建立了一個貿易聯盟，相互承認對方的法律適用。
- 亞歷山大·雅羅斯拉維奇鎮壓諾夫哥羅德起義，因爲他強迫諾夫哥羅德市民向蒙古進貢。

## 出生
- 莊穆王后，即元朝齊國大長公主。姓孛兒只斤氏，名忽都魯揭里迷失，是元世祖的女兒，嫁入高麗為忠烈王的王妃。

## 逝世
- 8月11日——蒙哥，第四位大蒙古国皇帝（蒙古帝国大汗），后追尊为元宪宗。（1209年1月10日出生，50岁）
- 楊惟中，蒙古帝国大臣，弘州（河北阳原县）人，元定宗、乃马真后时中书令、宰相，跟随忽必烈伐南宋，回师时過世。
- 曼蘇爾·阿里，埃及馬木留克王朝第二任蘇丹。